# ربيح الخندقجي
ربيح توفيق مصطفى الخندقجي (أبو خالد؛ 31 مايو 1960 في نابلس – 7 يوليو 2017 في رام الله) سياسي ولواء فلسطيني من مدينة طولكرم، وهو عضو المجلس الثوري الفلسطيني منذُ ديسمبر 2016، ومحافظ لمحافظةِ طوباس منذُ سبتمبر 2013، وكان قبل ذلك مُحافظًا لمحافظةِ قلقيلية.

## النشأة والتحصيل العلمي
وُلِد ربيح توفيق مصطفى الخندقجي في مدينة نابلس بتاريخ 31 مايو 1960 لأسرة من مدينة طولكرم، تلقى تعليمه المدرسي في مدارس طولكرم وحصل على شهادة الثانوية العامة من مدرسة الفاضلية.

## الحياة العملية
في 4 ديسمبر 2016 فازَ الخندقجي بانتخابات المجلس الثوري الفلسطيني والتي عُقدت أثناء المؤتمر السابع لحركة فتح وصار عضوًا فيه، واستمر عضوًا حتى وفاته.

## الوفاة
توفيَ في 7 يوليو 2017 في المستشفى الاستشاري العربي بمدينة رام الله، نتيجةً لمرضٍ عُضال.
جرى تشييعه بجنازة عسكرية ورسمية في 8 يوليو 2017 بمدينة طولكرم، شارك فيها رئيس الوزراء رامي الحمد الله وعدد من الشخصيات الاعتبارية، دُفن في المقبرة الغربية في مدينة طولكرم.

## وصلات خارجية
- جنازة ربيح الخندقجي في مدينة طولكرم بتاريخ 8 يوليو 2017 على يوتيوب